# Lluís XII de França
Lluís XII de França o Lluís II d'Orleans dit “el Pare del Poble” (Blois, 27 de juny de 1462 - París, 1 de gener de 1515) fou duc d'Orleans i Valois (1465-1515); rei de França (1498- 1515), duc de Milà (1498-1512) i rei de Nàpols (1501-1504).

## Família

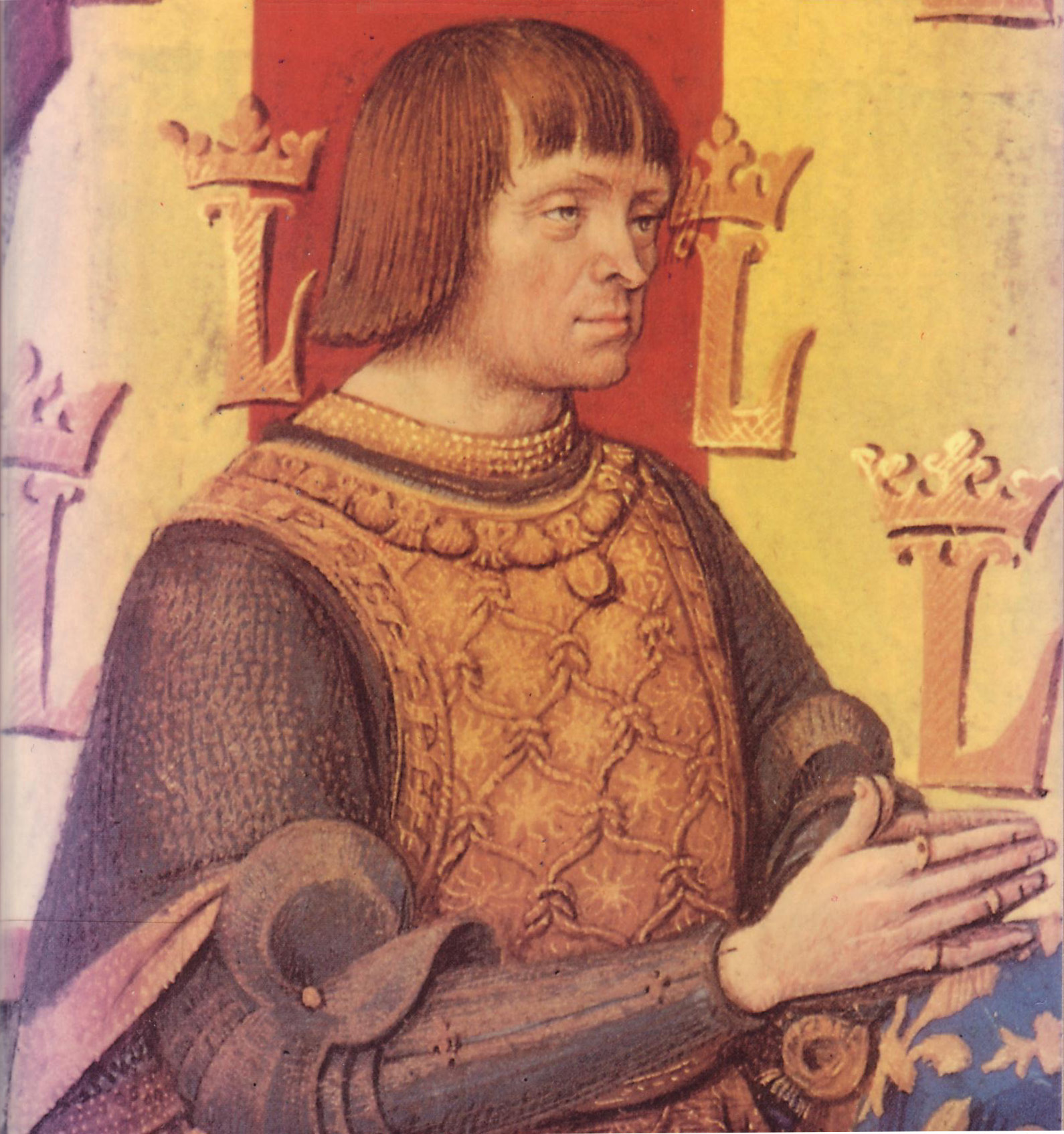
Imatge de Lluís XII de França.

Nasqué el 1462 sent fill del duc Carles I d'Orleans i la seva tercera esposa Maria de Cleves. Era net per línia paterna del duc Lluís I d'Orleans i Valentina Visconti, i per línia materna del duc Adolf II de Cleves i Maria de Borgonya. Per línia paterna era besnet del rei Carles V de França i cosí alhora de Carles VIII de França.
Es casà el 1476 amb la princesa Joana de Valois, filla del rei Lluís XI de França i Carlota de Savoia. D'aquest matrimoni no tingueren fills i Lluís n'aconseguí el divorci el 1498.
Es va casar, en segones núpcies, el 8 de gener de 1499 a Nantes amb la duquessa Anna de Bretanya, viuda del seu cosí Carles VIII de França. D'aquesta unió nasqueren:
- la princesa Clàudia de França (1499-1524), casada el 1514 amb Francesc I de França
- la princesa Renata de França (1509-1575), casada el 1528 amb Hèrcules II d'Este (duc de Ferrara)[1]
- un fill sense nom (1508)
- un fill mort al néixer (1512)

El 9 d'octubre de 1514 es casà, en terceres núpcies, a Abbeville amb la princesa Maria Tudor, filla d'Enric VII d'Anglaterra i Elisabet de York. D'aquesta unió no tingueren fills.

## Duc d'Orleans i Valois

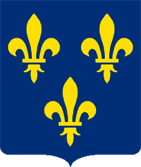
Escut de la Branca Valois-Orleans

El 1465 en quedar-se orfe fou adoptat pel rei Lluís XI de França, alhora que rebia els títols dels ducats de Valois i d'Orleans.
El 1484, descontent amb la regència d'Anna de França participa en l'anomenada Guerra Folla que agrupa una gran part dels nobles francesos contra la regent i el seu espòs. Finalment fou fet presoner a la batalla de Saint-Aubin-du-Cormier el juliol de 1488. Després de tres anys de presó fou indultat pel seu cosí Carles VIII i va continuar al costat seu durant les Guerres d'Itàlia, tot i que fracassà en els seus plans per a apoderar-se del ducat de Milà.

## Ascens al tron
El 1498 a la mort de Carles VIII de França fou nomenat hereu seu i, per tant, ascendí al tron francès. Lluís II d'Orleans era el cap de la dinastia Orleans i el parent mascle més proper al rei difunt.
El mateix any aconseguí l'anul·lació del seu primer matrimoni per part del Papa Alexandre VI, al concedir el duc d'Orleans a Cèsar Borja, fill del Papa, el ducat de Valentinois. Aquesta anul·lació comportà que el rei es casés de nou amb Anna de Bretanya, duquessa de Bretanya i vídua del rei difunt. Amb aquest matrimoni pretenia legitimar el seu ascens al tron així com aconseguir mantenir unida a la corona l'important Ducat de Bretanya.
El 22 de setembre de 1504 el rei va firmar el Tractat de Blois, pel qual s'establia el casament de la seva filla gran amb el futur emperador Carles V d'Alemanya. Aquest casament suposava una possible unió de França amb l'Imperi i la Corona d'Aragó, sempre que el rei no tingués descendència masculina, per la qual cosa els Estats Generals de França de 1506 l'anul·laren. En aquell moment s'establí el casament de la seva filla Clàudia amb el cosí del rei, Francesc d'Angulema, i futur rei Francesc I de França. Els Estats Generals de França de 1506 van acordar per unanimitat concedir-li el títol de Pare del Poble.

## Guerres d'Itàlia

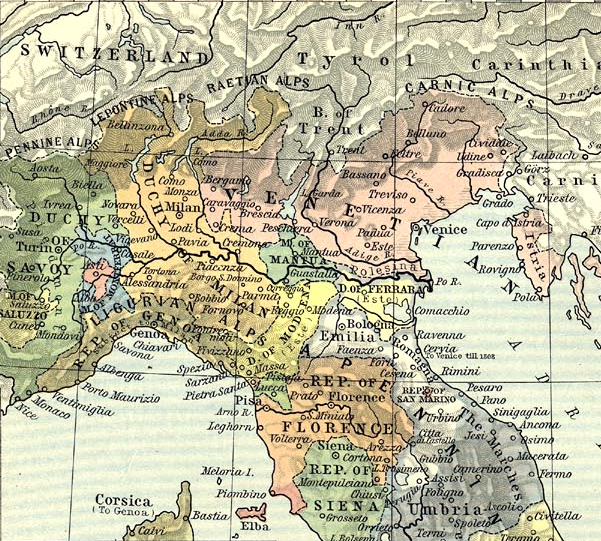
Extensió del Ducat de Milà l'any 1494.

Per l'ascendència de la seva àvia Lluís XII considerava que tenia drets sobre el ducat de Milà, i conduí el Regne de França novament a guerres a Itàlia. El 1499 ocupa el ducat. Va obtenir diverses victòries, però la unió de la Lliga de Venècia, el Papa Juli II, Regne d'Anglaterra, Ferran II d'Aragó i la República de Venècia, feu recular el seu exèrcit i les seves pretensions sobre Milà, del qual es veié obligat a marxar el 1512.
El 1501 aconseguí expulsar del tron el rei Frederic III de Nàpols. Aquest demanà ajuda al seu cosí Ferran el Catòlic, el qual partí amb un estol vers el reialme italià i n'aconseguí expulsar el rei francès el 1504. El comte-rei català, però, no retornà la corona napolitana al seu cosí sinó que la integrà en la Corona d'Aragó.
Les Guerres d'Itàlia van provocar una pujada de preus i una devaluació de la moneda francesa. Això va comportar que els pagesos que tan sols tenien terres s'enriquissin venent els seus productes mentre que la noblesa, perdent valor el seu diner en efectiu, haguessin de vendre terres a molt baix preu. Va sortir guanyant una nova força en els estaments: la burgesia.
La majoria de guerres dutes a terme per l'exèrcit francès es van desenvolupar en terres italianes, però el 1512 Ferran II d'Aragó va conquerir el sud del Regne de Navarra, i l'integrà en la Corona de Castella.
Lluís XII de França va morir el 1515 a París i fou enterrat a la Catedral de Saint-Denis.